# Emma Couceiro
Emma Couceiro (Cospeito, Lugo, 1977) es una poeta española en lengua gallega.

## Biografía
Es licenciada en Filología hispánica por la Universidad de La Coruña, tiene publicado los poemarios Humidosas (V Premio Espiral Maior de Poesía, Espiral Maior, 1997), As entrañas horas (X Premio Eusebio Lorenzo Baleirón, Ediciós do Castro, 1998),(Cito) (Xerais, 2003) y " Pobreza de Espírito " (Chan da Pólvora, 2024). Colaboró como poeta en revistas como A Xanela, Dorna, Xistral ou Zurgai y en los volúmenes colectivos Mulher a fazer vento, Palabras no ar ou Novas voces da poesía galega y Recital, entre otros.

## Rasgos estilísticos
Su poética se caracteriza por una indagación cotidiana en el yo lírico, muchas veces articulada a través de la técnica del desdoblamiento As entrañas horas, por el uso de símbolos y repeticiones (Humidosas), y por el empleo de una sintaxis rota y ambientación íntima que nos remite muchas veces al territorio del hogar (marcado en menino) y al marco de la infancia.
Es considerada por la crítica gallega como una de las voces más interesantes de la llamada "Generación de los 90".

## Obras
- Humidosas. Espiral Maior, 1997.
- As entrañas horas. Edicios do Castro, 1998.
- Cito. Xerais, 2003.
- Pobreza de Espírito. Chan de Pólvora, 2024.

## Galardones
- V Premio Espiral Maior de Poesía.
- X Premio Eusebio Lorenzo Baleirón.